# Giacomo Bonavia
Giacomo Bovania in spagnolo Santiago Bonavía (Piacenza, 1705? – Aranjuez o Madrid, 18 settembre 1759) è stato uno scultore, pittore e urbanista italiano, fu attivo in Spagna nel XVIII secolo.

## Biografia

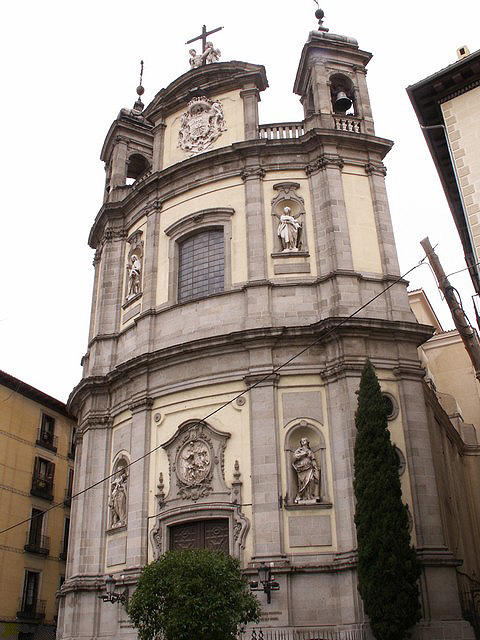
Basilica pontificia di San Michele (Madrid 1739–1745)

Fu chiamato da Filippo V di Spagna nel 1731, inizialmente per intraprendere migliorie al Real Coliseo del Buen Retiro lavoro che portò a termine nel 1739. Nello stesso anno ricevette l'incarico dal cardinale Luigi Antonio di Borbone-Spagna, arcivescovo di Toledo, per la costruzione della chiesa dei santi Giusto e Pastore (dal 1892 Basilica pontificia di San Michele) a Madrid. Benché non completato da Bonavia (nel 1743 Virgilio Rabaglio si fece carico del completamento) questo tempio, a pianta molto stretta, alterna sezioni circolari ed ellittiche con altre ad archi incrociati, schema più o meno derivato da Guarino Guarini.
Nel 1743 fu nominato Maestro della Cattedrale di Toledo, e nel 1748, quando il Palazzo di Aranjuez fu distrutto da un incendio, si occupò della sua ricostruzione. Va notato che in precedenza, nel 1746, Bonavia aveva tracciato il grande scalone di quell'edificio. Dopo l'incendio rifece completamente la facciata del palazzo. Inoltre, nello stesso "sito reale", con la collaborazione di Alejandro González Velázquez, si occupò del completamento e della decorazione interna della chiesa di Alpajés, e, da solo, della chiesa di Sant'Antonio, insieme al complesso residenziale, con la struttura a cupola e i portici. 
Ma forse lo sforzo più importante di Bonavia ad Aranjuez è il progetto di urbanizzazione della città, demolendo le vecchie case, uniformando la disposizione di quelle nuove e creando assi che partono dal palazzo e dalle case di commercio in varie direzioni, il tutto risolto con semplicità. 
Bonavia, che ebbe il titolo di pittore da camera, appartenne dal 1744 al Consiglio preparatorio della Real Academia de Bellas Artes de San Fernando e dal 1753 fu direttore dell'Architettura della stessa.